# Hemieuxoa lupa
Hemieuxoa lupa är en fjärilsart som beskrevs av Lafontaine och Mikkola. Hemieuxoa lupa ingår i släktet Hemieuxoa och familjen nattflyn. Inga underarter finns listade i Catalogue of Life.